# Герб Миронівського району
Герб Миронівського району — офіційний символ Миронівського району, затверджений 29 серпня 2011 р. рішенням № 114-09-VI сесії Миронівської районної ради.

## Опис
На синьому щиті Архістратиг Михаїл в золотих шатах, з піднятим мечем в правиці і синім щитом із золотим хрестом в лівій руці. Навколо нього 5 золотих снопів.